# Anni 360 a.C.
Gli anni 360 a.C. sono il decennio che comprende gli anni dal 369 a.C. al 360 a.C. inclusi.

## Nati
- Dionisio di Eraclea, sovrano greco antico († 306 a.C.)
- Filemone di Siracusa, poeta e drammaturgo siceliota († 263 a.C.)360 a.C.
- Autolico di Pitane, matematico, astronomo e geografo greco antico († 290 a.C.)
- Dinarco, oratore ateniese

## Morti
- Alessandro II di Macedonia, sovrano macedone antico367 a.C.
- Antalcida, ammiraglio, politico e diplomatico spartano
- Diocle di Siracusa, politico siceliota
- Dionisio I di Siracusa, militare e politico siceliota (n. 430 a.C.)366 a.C.
- Aristippo, filosofo greco antico (n. 435 a.C.)
- Licomede di Arcadia, militare e politico greco antico365 a.C.
- Antistene, filosofo greco antico (n. 444 a.C.)
- Marco Furio Camillo, politico e generale romano
- Tiribazo, militare e politico persiano
- Tolomeo di Aloro, sovrano364 a.C.
- Pelopida, politico e militare greco antico362 a.C.
- Datame, generale persiano
- Epaminonda, politico e militare greco antico (n. 418 a.C.)
- Lucio Genucio Aventinense, politico e militare romano
- Grillo, militare ateniese
- Nectanebo I, faraone egizio361 a.C.
- Leostene, ammiraglio ateniese360 a.C.
- Agesilao II, sovrano e condottiero spartano (n. 444 a.C.)
- Archita, filosofo, matematico e politico greco antico (n. 428 a.C.)
- Ponzio Cominio, militare romano